# Mahsa Mirzatabibi
Mahsa Mirzatabibi (persisch مهسا میرزاطابیب; * 12. Juni 1996) ist eine iranische Leichtathletin, die sich auf den Stabhochsprung spezialisiert hat.

## Sportliche Laufbahn
Erste internationale Erfahrungen sammelte Mahsa Mirzatabibi im Jahr 2018, als sie bei den Hallenasienmeisterschaften in Teheran mit übersprungenen 3,50 m die Silbermedaille hinter der Kasachin Anastassija Jermakowa gewann. Im Jahr darauf gelangte sie bei den Asienmeisterschaften in Doha mit 3,60 m auf den neunten Platz und 2022 wurde sie bei den Islamic Solidarity Games in Konya mit 3,70 m Vierte. Zudem belegte sie dort mit der iranischen 4-mal-400-Meter-Staffel in 4:32,48 min den fünften Platz. 2024 gewann sie bei den Hallenasienmeisterschaften in Teheran mit neuem Landesrekord von 4,10 m die Bronzemedaille hinter den Chinesinnen Li Ling und Niu Chunge. 
In den Jahren 2018 und 2019 sowie von 2021 bis 2023 wurde Mirzatabibi iranische Meisterin im Stabhochsprung im Freien sowie 2024 in der Halle.